# Жуков, Михаил Михайлович (политик)
Михаил Михайлович Жуков (род. 6 ноября 1937, Шарапово, Горьковская область) — государственный деятель, член Совета Федерации, Народный депутат РФ. Председатель Государственного Собрания Республики Марий Эл (ноябрь 1996 г. — октябрь 2000 г.)

## Биография
с 1978 г. — первый секретарь Волжского горкома КПСС; 1985—1990 — первый заместитель председателя Совета Министров Марийской АССР, генеральный директор республиканского агропромышленного комплекса; с 1991 г. — директор совхоза, в дальнейшем АО «Тепличное» Медведевского района; в 1991 г. неудачно баллотировался на пост вице-президента Республики Марий Эл вместе с кандидатом на пост президента А.Казимовым; в октябре 1996 г. был избран депутатом, в ноябре — председателем Государственного Собрания Республики Марий Эл; по должности входил в Совет Федерации Федерального Собрания РФ, был членом Комитета по аграрной политике.